# کمیته مبارزه با تروریسم شورای امنیت سازمان ملل متحد
کمیته مبارزه با تروریسم شورای امنیت سازمان ملل متحد (انگلیسی: United Nations Security Council Counter-Terrorism Committee) کمیته ضد تروریسم مکمل ساختار شورای امنیت سازمان ملل است.

## تاریخچه
به دنبال حملات تروریستی ۱۱ سپتامبر ۲۰۰۱ در ایالات متحده آمریکا، قطعنامه ۱۳۷۳ شورای امنیت سازمان ملل متحد به اتفاق آراء به تصویب رسید تا به موجب آن همه کشورها به جلب حمایت از نامشروع کردن فعالیت‌های تروریستی ملزم شوند. هرگونه حمایت مالی و دادن پناهگاه امن به تروریست‌ها مردود دانسته شد و خواستار به اشتراک گذاشتن اطلاعات مربوط به طرح‌های حملات تروریستی توسط گروه‌ها گردید.
همزمان با تصویب قطعنامه مبنی بر تشکیل کمیته مبارزه با تروریسم، ۱۵کشور عضو آن شدند تا نظارت بر اجرای قطعنامه را بر عهده گیرند، این درحالی است که هدف نهایی کمیته افزایش توانایی کشورها در مبارزه با تروریسم بود، نه تشکیل نهادی برای درست کردن فهرستی از گروه‌ها یا افراد تروریست و تحریم آنها. درعین حال کمیته مبارزه با تروریسم شورای امنیت سازمان ملل متحد ظرفیت دخالت مستقیم در اجرای امور ندارد بلکه نقش واسطی بین کشورها یا گروه‌هایی که توانمندی مناسبی برای مبارزه با تروریسم دارند یا کسانی که به چنین کمک‌هایی نیازمندند ایفا می‌کند.
برای احیای عملکرد کمیته، شورای امنیت در ۲۰۰۴ قطعنامه ۱۵۳۵ شورای امنیت را به منظور اداره امور اجرایی کمیته ضد تروریسم تصویب کرد. هدف از تصویب این قطعنامه دادن مشاوره کارشناسی در کلیه زمینه‌هایی بود تا این کمیته بتواند پاسخگوی قطعنامه ۱۳۷۳ باشد. هدف تسهیل کمک‌های تکنیکی به کشورها و نیز ارتقاء سطح همکاری و هماهنگی نزدیکتر سازمان‌های داخلی سازمان ملل متحد بود.
در خلال اجلاس جهانی سپتامبر ۲۰۰۵ سازمان ملل متحد، قعطنامه ۱۶۲۴ شورای امنیت مربوط به تحریک به اقدامات تروریستی توسط شورای امنیت تصویب شد. این اجلاس، سومین اجلاس در تاریخچه سازمان ملل بود که در سطح روسای کشورها یا حکومت‌ها برگزار می‌شد. همچنین، این قطعنامه بر تعهدات کشورها در التزام به قوانین بین‌المللی حقوق بشر تأکید کرد.
رهبران همچنین تصمیم گرفتند تا در شصتمین جلسه مجمع عمومی سازمان ملل متحد، بر روی پیش‌نویس کنوانسیون فراگیر تروریسم بین‌المللی، از جمله تعریف قانونی اقدامات تروریستی کار کنند.
این دستاورد، نقطه اوج سال‌ها مذاکره و مناقشه حول طرح‌های پیشنهادی مختلف بود که مفاد گزارش کوفی عنان دبیرکل ملل متحد تحت عنوان «آزادی جامع» را در بر می‌گرفت. وی در این سند، همانند سند پیشین تجزیه و تحلیل تهدیدات و چالش‌ها نسبت به صلح و امنیت، مصرانه برای تصویب یک تعریف از تروریسم فراخوان داد. در این تعریف آمده‌است «به هر دلیل و بهانه ای هدف قرار دادن و کشتار عامدانه شهروندان و عناصر مدنی نمی‌تواند توجیه پذیر و مشروع باشد. هر عملی که منجر به مرگ یا آسیب رساندن جدی به غیرنظامیان و عناصر غیر رزمی گردد؛ یا با ارعاب مردم یا مجبور کردن یک دولت یا یک سازمان بین‌المللی به انجام یا عدم انجام آن اقدام گردد، با هر زمینه ای که باشد، توجیه پذیر نبوده و یک عمل تروریستی است».

## مرکز مبارزه با تروریسم
مرکز مبارزه با تروریسم سازمان ملل متحد در سال ۲۰۱۱ در اداره مبارزه با تروریسم (بخش امور سیاسی) تشکیل شد. این مرکز ظرفیت‌هایی را برای کشورهای عضو سازمان ملل متحد جهت اجرای استراتژی مبارزه با تروریسم فراهم می‌کند.

## صندوق وجوه سپرده مبارزه با تروریسم
صندوق وجوه سپرده برای حمایت از اجرای استراتژی مبارزه با تروریسم سازمان ملل متحد تأسیس شد.